# Активізм

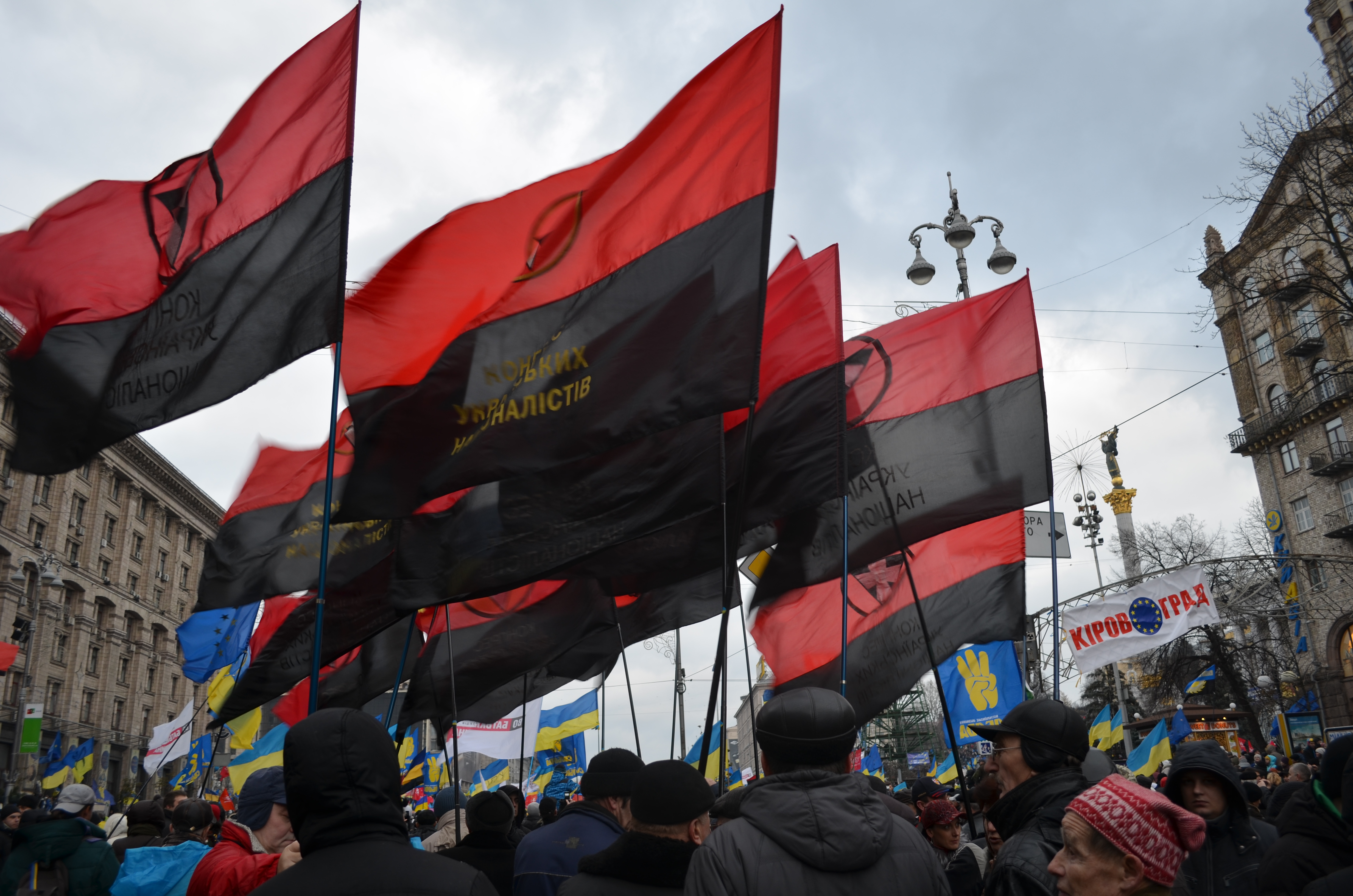
Прапори ОУН під час Революції гідности в Києві (2013 рік)

Активізм (від лат. activus, діяльний), також громадська діяльність — зусилля, спрямовані на просування соціальних, політичних, економічних, екологічних чи інших змін з бажанням зробити поліпшення в суспільстві. Форми активності — від написання листа до газет чи політиків, політична агітація, економічна активність, така як бойкоти, мітинги, демонстрації, страйки, голодування тощо.
Історично, активісти використовували літературу, включаючи брошури, трактати та книги, щоб поширювати свої погляди та ідеї, а також намагатися переконати своїх слухачів у справедливості своєї справи. Зараз розпочато дослідження щодо того, як активісти сьогодення використовують соціальні медіа для залучення громадян до громадської діяльності та громадського активізму.

## Визначення активізму
У етимологічному словнику англійської мови вказано, що слова «activism» та «activist» використовуються у політичному розумінні з 1920 року та 1915 відповідно. Історія слова активізм бере свій початок із більш ранніх розумінь колективної поведінки. Ще в 1969 році активізм визначався як «політика чи практика робити щось з рішучістю та енергією», без політичної заангажованості, тоді як суспільні рухи визначалися як «організовані дії, що здійснюються групою для поліпшення соціальних умов», без урахування до нормативного статусу. Після сплеску так званих «нових соціальних рухів» у Сполучених Штатах в 1960-х роках з'явилося нове розуміння активізму як раціональний і прийнятний демократичний варіант протесту чи апеляції. Однак історія існування повстання через організований або єдиний протест в історії бере свій початок від повстань рабів І століття до нашої ери в Римській імперії, де під керівництвом колишнього гладіатора Спартака 6 000 рабів повстали та були розп'яті від Капуї до Риму, що стало відомим як повстання рабів під проводом Спартака.

## Види активізму
Активісти можуть впливати на зміни у різних сферах, включаючи судову, екологічну, інтернет, мистецтво тощо. Історично склалося так, що більша частина активізму була зосереджена на створенні істотних змін у політиці чи практиці уряду чи галузі. Деякі активісти намагаються переконати людей змінити власну поведінку, а не впливають на уряди щодо змін у законодавстві. Наприклад, кооперативний рух прагне побудувати нові інституції, що відповідають принципам кооперації, і, як правило, не лобіює та не протестує політично. Інші активісти намагаються переконати людей чи політику уряду залишатися незмінними, намагаючись протистояти змінам.
Активізм — це діяльність, яка не завжди трактується як професія. Термін «активіст» може широко застосовуватися до будь-кого, хто висловлює свою громадянську позицію, або у вузькому значені до тих, хто обрав політичну чи соціальну діяльність як покликання або роботу.

### Судова та громадянська активність
Судова активність передбачає зусилля державних службовців. Артур М. Шлезінґер молодший — американський історик, громадський інтелектуал і соціальний критик — ввів термін «судова активність» у статті «Верховний суд: 1947» журналу Fortune від січня 1946 року. Активісти також можуть бути інформаторами, та відстежувати дії органів державної влади та місцевого самоврядування, та звертати увагу громадськості, якщо вони діють непрозоро та неправомірно. Активізм включає зацікавленість громадянського населення до суспільно-політичного життя держави та активної участі у ньому.

### Екоактивізм
Див. також: Енвайронменталізм
Екоактивізм буває наступних видів:
- захист природи або навколишнього середовища, зумовлений утилітарною природоохоронною етикою;
- захист навколишнього середовища людини (шляхом запобігання забрудненню або охорони культурної спадщини);
- збереження природних ресурсів;
- захист функції важливих елементів земної системи або процесів, таких як клімат

### Кіберактивізм
Див. також: Інтернет-активізм, хактивізм.
Сила активізму в Інтернеті потрапила під нагляд світової спільноти під час протестів «Арабської весни», що розпочалися наприкінці 2010 року. Люди, що живуть на Близькому Сході та в країнах Північної Африки, які переживали революції, використовували соціальні мережі для передачі інформації про протести, включаючи відеозаписи, записані на смартфони. Це був один із перших випадків, коли громадянські активісти застосовували технології соціальних мереж для обходу підконтрольних державі засобів масової інформації та безпосереднього спілкування з рештою світу. Пізніше ці типи практик активності в Інтернеті були підхоплені та використані іншими активістами в наступних масових мобілізаціях, наприклад, Рух 15-М в Іспанії у 2011 році, Протести в Туреччині у 2013 тощо.
Інтернет-активізмом може також називатись активізм, який зосереджений на захист або зміну самого Інтернету, також відомого як цифрові права. Рух за цифрові права складається з активістів та організацій, таких як Electronic Frontier Foundation, які працюють на захист прав людей щодо нових технологій, зокрема щодо Інтернету та інших інформаційно-комунікаційних технологій.

### Активізм у літературі
Активізм у літературі включає вираження задуманих або пропагованих реформ, здійснених чи не досягнених, через опубліковані, письмові чи усно рекламовані або передані форми.

### Економічний активізм
Економічний активізм передбачає використання економічної сили уряду, споживачів та бізнесу для зміни соціальної та економічної політики. Як консервативні, так і ліберальні групи використовують економічну активність як форму тиску для впливу на компанії та організації з метою протидії або підтримки певних політичних, релігійних чи соціальних цінностей та поведінки. Як правило, це робиться або за допомогою преференційного патронату для посилення «хорошої» поведінки та підтримки компаній, які хотіли б досягти успіху, або за допомогою бойкоту або позбавлення прав, щоб покарати «погану» поведінку.
Активізм бренду — це тип активізму, при якому бізнес відіграє провідну роль у процесах соціальних змін. Застосовуючи активність бренду, підприємства виявляють турботу про громади, яким вони служать, та їхні економічні, соціальні та екологічні проблеми, що дозволяє компаніям будувати стійкі та довгострокові відносини із клієнтами та перспективами. Філіп Котлер і Саркар визначили це явище як спробу фірм розв'язати глобальні проблеми, про які піклуються їх майбутні клієнти та співробітники.
Споживацький активізм складається з активності, що здійснюється від імені споживачів з метою захисту споживачів або самими споживачами. Наприклад, активісти вільного руху товарів наприкінці 1700-х років протестували проти рабства, бойкотуючи товари, вироблені рабською працею. Сьогодні вегетаріанство, веганство та вільнолюбство — це всі види споживчої активності, які бойкотують певні типи продуктів. Інші приклади споживчої активності включають простий спосіб життя, мінімалістичний спосіб життя, спрямований на зменшення матеріалізму та помітного споживання, та опору оподаткуванню, форму прямої дії та громадянську непокору в опозиції до уряду, який вводить податок, до державної політики або як опозиція до оподаткування саме по собі.
Акціонерний активізм передбачає використання акціонерами акцій корпорації для тиску на її керівництво. Цілі акціонерів-активістів варіюються від фінансових (збільшення вартості акціонерів через зміну корпоративної політики, структури фінансування, скорочення витрат тощо) до нефінансових (дезінвестування з певних країн, прийняття екологічної політики тощо).

### Візуальний активізм
Дизайн-активізм розміщує дизайн в центрі просування соціальних змін, підвищення обізнаності щодо соціальних/політичних питань або поставлення під сумнів проблем, пов'язаних із масовим виробництвом та споживацтвом. Дизайн-активізм не обмежується одним типом дизайну.
Мистецький активізм чи артивізм використовує середовище візуального мистецтва як метод соціальних чи політичних коментарів.
Модний активізм придумала Селін Семан. Модний активізм — це тип активізму, який запалює обізнаність, надаючи споживачам інструменти для підтримки змін, особливо в індустрії моди. Він використовувався як загальний термін для багатьох соціальних та політичних рухів, що мали місце у цій галузі.

### Науковий активізм
Хоча вчені традиційно менш схильні до політичної активності, оскільки вчені все ще усвідомлюють необхідність кращого інформування про переваги науки, сприйняття посиленої політизованої дискредитації науки спонукало деяких вчених та прихильників науки прийняти активістський підхід, такий, як продемонстрований у Марші за науку. Деякі бачать активізм як спосіб вийти з лабораторії та активізувати зусилля у спілкуванні. Підходи до наукового активізму варіюються від більш агресивних протестів до припущень, що такий активізм повинен також включати більш психологічний, маркетингово орієнтований компонент, який враховує такі фактори, як індивідуальне почуття власної особистості, відраза до вирішення проблем та соціальне сприйняття.

## Методи

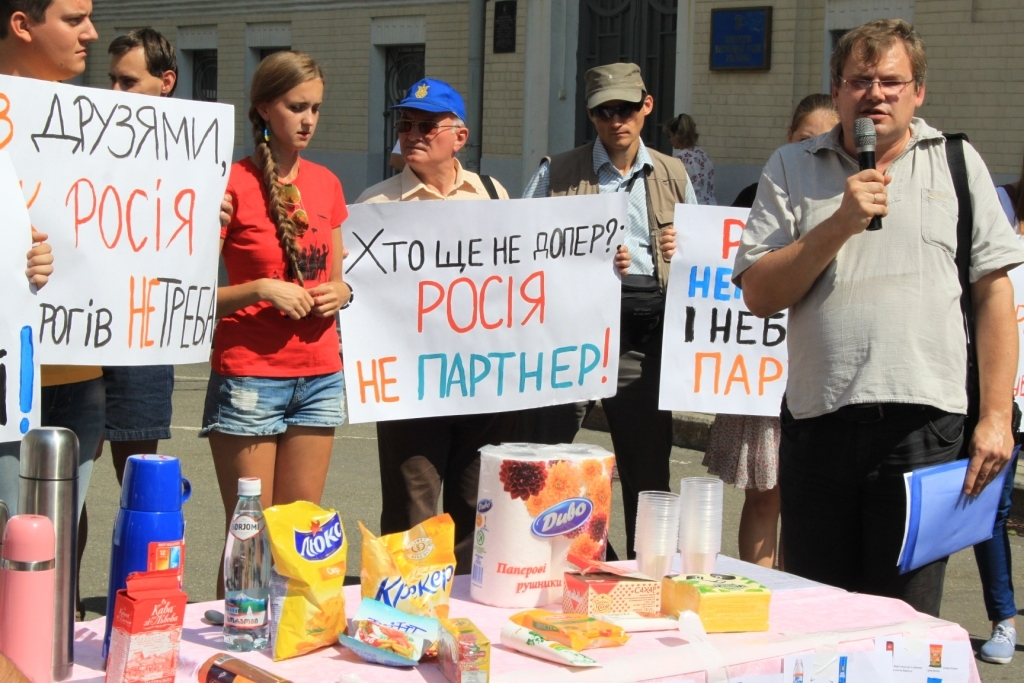
Акція руху «Відсіч» під Адміністрацією Президента України з вимогою адекватної відповіді України на торговельну блокаду Росією, 22 серпня 2013 року

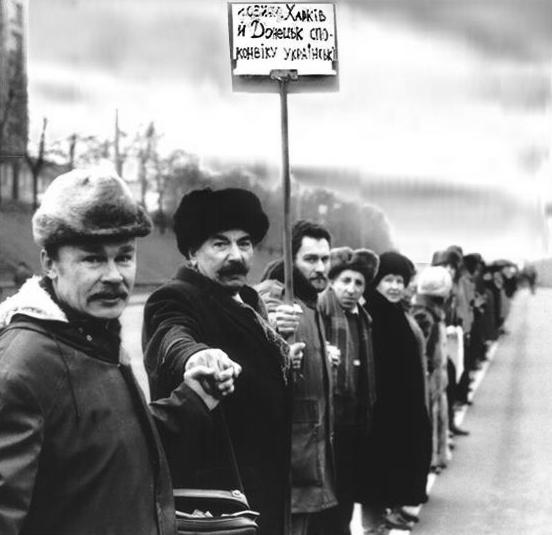
Донеччани у «живому ланцюзі» 21 січня 1990 року

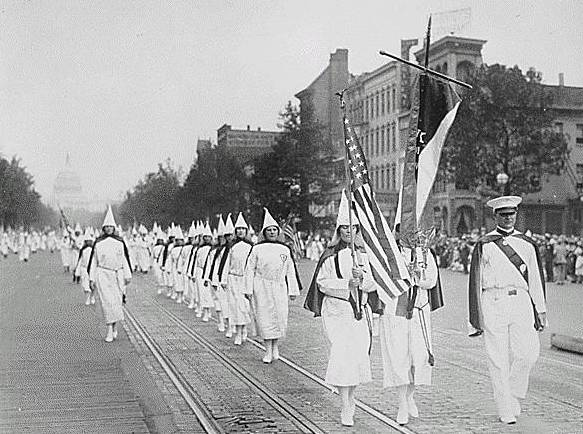
Парад Ку-клукс-клану у Вашинґтоні в 1928 році

Активісти застосовують багато різних методів або тактик для досягнення своїх цілей. Рішення щодо того, яку тактику застосовувати чи ні, можуть бути ретельно сплановані заздалегідь, в результаті переговорів із правоохоронними органами, таких як, коли і де проводити мітинг. Обрана тактика є важливою, оскільки вона може визначити, як сприймають активістів і що вони здатні виконати. Наприклад, ненасильницька тактика, як правило, залучає більше суспільної симпатії, ніж жорстока, і більш ніж удвічі ефективніша у досягненні заявлених цілей.
Чарльз Тіллі розробив концепцію «репертуару суперечок», який описує повний спектр тактик, доступних активістам у певний час та у певному місці. Цей репертуар складається з усіх тактик, які в минулому було доведено успішними активістами, таких як бойкот, петиції, марші, і ними можуть користуватися будь-які нові активісти та громадські рухи. Активісти можуть також впровадити нову тактику протесту. Вони можуть бути абсолютно новими, наприклад, ідея Дугласа Шулера про «подорож активіста», або можуть виникнути у відповідь на гноблення з боку поліції або протидії свавіллю. Потім нова тактика поширюється на інших через соціальний процес, відомий як дифузія, і в разі успіху може стати новим доповненням до репертуару активістів.

## Активіст, або громадський діяч
Активістами зазвичай є люди, які пропагують чи реалізують певну ідею безкорисливо для себе. Деякі активісти намагаються змінити поведінку людей, інші спрямовують зусилля на зміни законодавства.
Часто є членами або лідерами громадської організації.
В ширшому розумінні громадський діяч може бути:
- політичний або громадський активіст (англ. political or community activist)
- громадський лідер (англ. community leader, community-builder)
- лобіст (англ. lobbyist)
- громадський представник (англ. community advocate) — діяльність (адвокатування), спрямована на захист прав і інтересів громадян через їх участь у прийнятті рішень, спрямованих на зміни законодавства, політики або регулючої діяльності влади на місцевому та національному рівнях.

## Індустрія активізму
Індустрія активізму (галузь громадсько-політичної діяльності) включає організації та особи, що займаються активізмом. Активізм часто виконується повний робочий день, як частина основної діяльності організації. Багато організацій в галузі активізму — неприбуткові організації або неурядові організації. Більшість активістських організацій не виробляють товари.